# Val-d’Isère

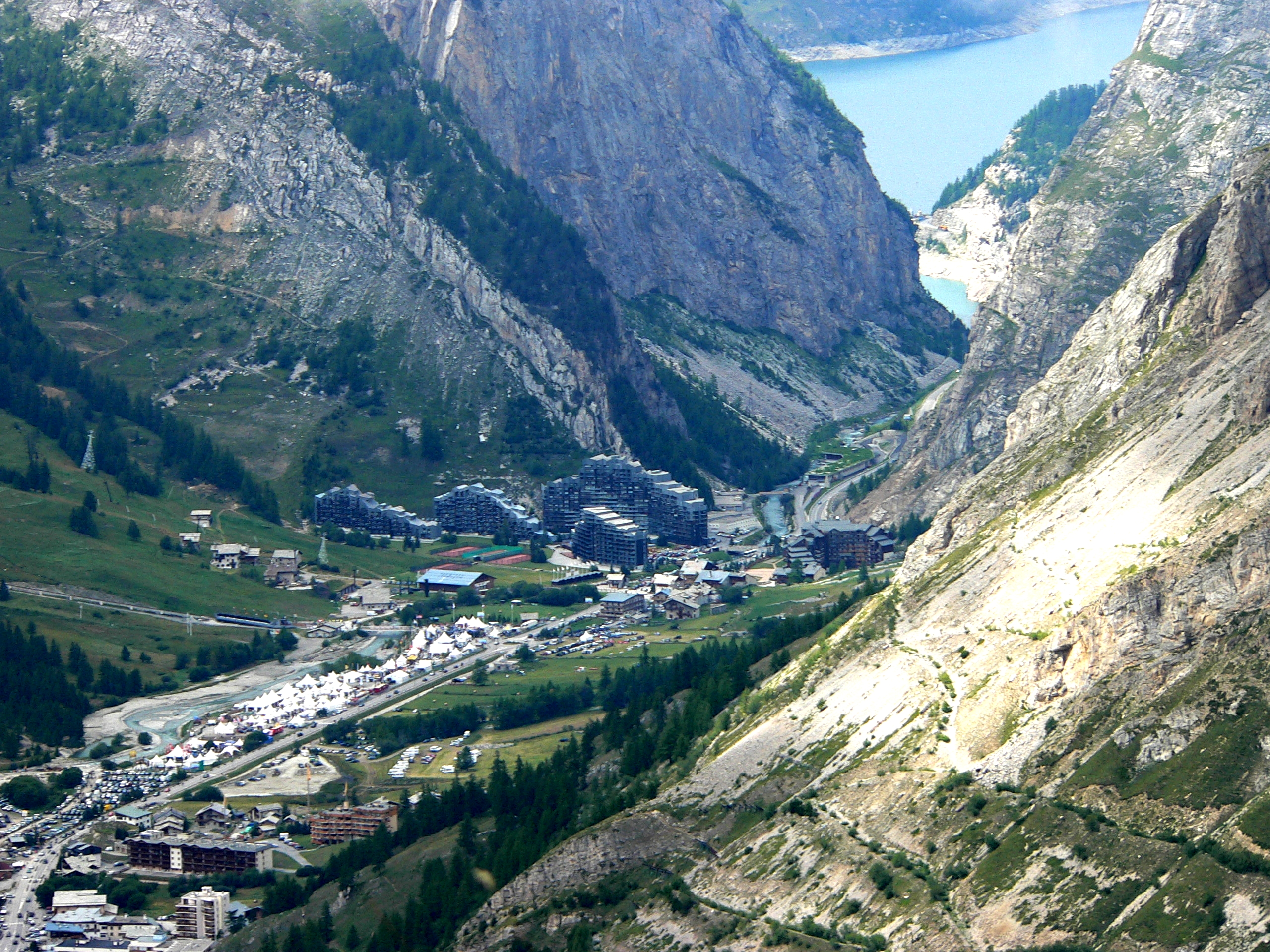
Ortsteil La Daille

Val-d’Isère ist eine französische Gemeinde mit 1.572 Einwohnern  (Stand 1. Januar 2022) in den Alpen im Département Savoie in der Region Auvergne-Rhône-Alpes. Die Gemeinde mit den beiden Ortsteilen La Daille und Le Fornet liegt auf 1800 Metern Höhe. Zu beiden Seiten des Ortes erheben sich die Hausberge Solaise und Bellevarde. Zusammen mit Tignes bildet Val-d’Isère das Skigebiet Espace Killy, das nach dem französischen Olympiasieger Jean-Claude Killy benannt ist.
Val-d’Isère ist als Wintersportgebiet bekannt, insbesondere war hier der Austragungsort des Kriteriums des ersten Schnees. Dieses Skirennen im Rahmen des alpinen Skiweltcup findet traditionell im Dezember auf der Piste Oreiller-Killy statt, seit der Saison 2007/08 fahren die Herren auf der Strecke La face de Bellevarde. Bereits bei den Olympischen Winterspielen 1992 in Albertville war Val-d’Isère Schauplatz der alpinen Skiwettbewerbe der Männer, wobei vor allem die Abfahrt auf der damals neu geschaffenen, schwierigen Piste La face de Bellevarde für Aufsehen sorgte. Die Alpinen Skiweltmeisterschaften 2009 fanden ebenfalls hier statt.

## Geographie
Val-d’Isère liegt am Talschluss der Isère in der Tarentaise. Im Süden ist auf der 1937 errichteten Passstraße über den 2.764 Meter hohen Col de l’Iseran im Sommer das Maurienne-Tal sowie der Col du Mont Cenis zu erreichen. Der Kleine Sankt-Bernhard-Pass befindet sich nördlich und stellt im Sommer die Verbindung zum italienischen Aostatal her. Diese Pässe sind öfters auch Teil der Tour de France und werden häufig von Radsportlern zu Trainingszwecken genutzt. Hinter dem Skigebiet schließt sich der Nationalpark Vanoise an.

## Geschichte
Die Nähe zum Kleinen Sankt-Bernhard-Pass hat den Ort schon früh zu einer wichtigen Station für durchreisende Handelstreibende gemacht.
Seit 1934 hat sich der Skisport entwickelt, der heute die wichtigste Einnahmequelle des Ortes darstellt.
Am 10. Februar 1970 traf eine Neuschneelawine eine Unterkunft der französischen Sport-Organisation UCPA (im östlichen Teil des Ortes) und tötete 39 junge Menschen. In der Folge wurden Lawinenschutzbauten installiert.
2019 gab es 33.369 Betten bei 5278 Beherbergungsbetrieben.

## Persönlichkeiten
- Henri Oreiller (1925–1962), 1948 erster französischer Olympiasieger bei Winterspielen
- Christine Goitschel (* 1944), Skirennläuferin, Olympiasiegerin im Slalom 1964 in Innsbruck
- Marielle Goitschel (* 1945), Skirennläuferin, Olympiasiegerin im Riesenslalom 1964 in Innsbruck
- Mathieu Bozzetto (* 1973), fünffacher Snowboard-Weltmeister
- Ingrid Jacquemod (* 1978), Skirennläuferin
- Margot Simond (2007–2025), Skirennläuferin